# Magnus Bonde
Magnus Bonde, född på 1400-talet, död mellan 1491 och 1493, var en svensk häradshövding och väpnare.

## Biografi
Magnus Bonde var son till häradshövding Filip Bonde och Elin Stensdotter. Han var 8 september 1459 väpnare och 27 juni 1462 häradshövding i Norra Vedbo härad. Bonde levde 1491, då han utfärdade bre från Hästeryd, men var död 1493.

### Egendom
Bonde ägde Bordsjö i Askeryds socken, Hästeryd i Frinnaryds socken och Traneberg i Otterstads socken.

### Familj
Bonde gifte sig efter 6 juli 1460 med Katarina Ingvarsdotter (båt), dotter till väpnaren Ingvar Michelsson (båt) och Ingeborg Abjörnsdotter (sparre över ett blad). De fick tillsammans barnen riddaren och riksrådet Tord Bonde och Anna Magnusdotter som var gift med Krister Bengtsson (fyrstyckad sköld med halv lilja).